# Sport Clube Angrense
O Sport Clube Angrense é um clube português, localizado na cidade de Angra do Heroísmo, ilha Terceira, Região Autónoma dos Açores.

## História
O clube foi fundado em 1 de Dezembro de 1929 e o seu atual presidente é Miguel da Cunha Pacheco Ribeiro de Borba. A equipa de seniores disputa o Campeonato Nacional de Seniores. O brasão utilizado pelo clube é muito parecido com o do SL Benfica.

## Futebol

### Histórico (inclui 07/08)
|                   | Nº Presenças | Títulos |
| ----------------- | ------------ | ------- |
| Temporadas na 1ª  | 0            |         |
| Temporadas na 2ª  | 0            |         |
| Temporadas na 2ªB | 1            |         |
| Temporadas na 3ª  | 18           |         |
| Taça de Portugal  | 27           |         |
| Taça da Liga      | 0            |         |

## Estádio
A equipa disputa os seus jogos em casa no Campo Municipal de Angra do Heroísmo.

## Marca do equipamento e patrocínio
- Marca do equipamento: Macron

- Patrocínio: Transjet